# Манас (станция)
Мана́с — железнодорожная станция Северо-Кавказской железной дороги в Карабудахкентском районе Дагестана. Располагается на линии Махачкала — Дербент в посёлке Манас.
На станции имеются две низких прямые пассажирские платформы. Одна из платформ — боковая имеет длину 210 метров, расположена со стороны здания вокзала к западу от путей; вторая — островная длиной 350 метров.
В границах станции на расстоянии около 600 метров к северо-западу от пассажирских платформ оборудован регулируемый железнодорожный переезд для автотранспорта.
От станции отходят подъездные пути к расположенным в посёлке Манас промышленным предприятиям.

## Деятельность
Станция открыта для грузовой деятельности по параграфам 1, 2, 3 и 4 Тарифного руководства:
- 1 Приём и выдача мелких отправок грузов, требующих хранения в крытых складах станций.
- 2 Приём и выдача повагонных отправок грузов, допускаемых к хранению на открытых площадках станций.
- 3 Приём и выдача грузов повагонными и мелкими отправками, загружаемых целыми вагонами, только на подъездных путях и местах необщего пользования.
- 4 Приём и выдача повагонных отправок грузов, требующих хранения в крытых складах станций.

Коммерческие операции на станции Манас:
- 1 Продажа пассажирских билетов. Приём, выдача багажа.
- 5 Приём/выдача повагонных отправок грузов (открытые площадки).
- 6 Приём/выдача мелких отправок грузов (крытые склады).
- 7 Приём/выдача повагонных и мелких отправок (подъездные пути).
- 8 Приём/выдача повагонных отправок грузов (крытые склады).

## Пассажирское и пригородное сообщение
На станции имеют остановку пассажирские поезда дальнего следования, следующие через участок Махачкала — Самур.
| Круглогодичное обращение поездов | Круглогодичное обращение поездов | Круглогодичное обращение поездов | Круглогодичное обращение поездов |
| № поезда                         | Маршрут движения                 | № поезда                         | Маршрут движения                 |
| -------------------------------- | -------------------------------- | -------------------------------- | -------------------------------- |
| 55                               | Баку — Москва                    | 56                               | Москва — Баку                    |
| 369                              | Баку — Киев                      | 370                              | Киев — Баку                      |
| 391                              | Баку — Ростов-на-Дону            | 392                              | Ростов-на-Дону — Баку            |

Пригородное сообщение представлено двумя парами электропоездов маршрута Махачкала — Дербент ежедневно.

## История
Станция Манас сооружена при строительстве линии Петровск-Порт — Дербент Владикавказской железной дороги. Открыта вместе с этой линией в 1900 году.
Сооружение станции способствовало развитию ближайшего села Манаскент и формированию вокруг станции населённого пункта, официально именовавшегося Железнодорожная станция Манас. До 6 июня 2005 года населённый пункт Железнодорожная станция Манас был административно подчинён Манаскенту и официально входил в его состав. Вследствие этого на большинстве изданных до 2006 года географических карт, атласов и справочников в названии станции рядом со словом Манас в скобках стояло слово Манаскент, как официальное наименование посёлка, на территории которого была расположена станция. В соответствии c Законом Республики Дагестан от 06.06.2005 № 20 «Об образовании муниципальных образований и внесении изменений и дополнений в Закон Республики Дагестан „О статусе и границах муниципальных образований в Республике Дагестан“» (принят Народным Собранием РД 24 мая 2005 года) населённый пункт Железнодорожная станция Манас был выделен из состава посёлка Манаскент и преобразован в самостоятельное село Манас со статусом муниципального образования «сельское поселение». После разделения населённых пунктов станция Манас оказалась в границах села Манас.
В 1978 году была произведена электрификация станции переменным током напряжением 25 кВ в рамках электрификации участка Дербент — Махачкала.
В 2013 году были проведены работы по капитальному ремонту на постах электрической централизации станции.

## Происшествия
- 26 августа 2012 года в 9:45 по московскому времени водитель автомобиля «Toyota», нарушив правила дорожного движения, выехал на расположенный в границах станции Манас железнодорожный переезд при запрещающих показаниях переездной сигнализации перед приближающимся грузовым составом. Водитель автомобиля затормозил в последний момент, однако избежать столкновения с поездом не удалось. Легковой автомобиль по касательной задел два из вагонов поезда. В результате инцидента у грузовых вагонов оказались погнуты спецподножки. Движение состава было задержано на 20 минут. Жертв и пострадавших в ДТП не было. Водитель автомобиля «Toyota» скрылся с места происшествия.[4]
- 14 сентября 2013 года в 15:13 по московскому времени произошло возгорание цистерны с газом, находившейся на подъездных путях частного предприятия, расположенного в селе Манас. Из-за опасности распространения огня и взрыва находящейся рядом второй цистерны с газом, была осуществлена эвакуация 340 человек, проживающих поблизости. На тушении пожара было задействовано 100 человек и 24 единицы техники, в том числе пожарный поезд, прибывший из Махачкалы. Благодаря профессионализму пожарных распространение огня на другие объекты допущено не было. Пожар был полностью ликвидирован в 0:35 15 сентября 2013 года. Жертв и пострадавших на пожаре не было. В силу того, что подъездные пути, на которых произошло возгорание, расположены на достаточном удалении от основных путей станции Манас, пожар не вызвал перебоев в движении железнодорожного транспорта на линии Махачкала — Дербент.[12][13][14]